# Опытная научно-исследовательская станция (ОНИС)
Опытная научно-исследовательская станция (ОНИС) — научно-исследовательское подразделение ПО «Маяк», созданное в 1958 году и упразднённое в конце 1990-х годов. Занималось научно-исследовательской работой по изучению радиоактивных загрязнений.

## История
Предприятие было создано в 1958 году в соответствии с приказом по Министерству среднего машиностроения № 0261 от 28.04.58. Причиной создания станции послужила необходимость изучения последствий радиоактивного загрязнения обширной территории, так называемого Восточно-Уральского радиоактивного следа (ВУРС), в результате радиационной аварии на предприятии в 1957 году. ОНИС занималась практической и теоретической наработкой мероприятий по снижению отрицательных последствий радиационного загрязнения для живой природы и практической жизнедеятельности человека.
Опытную станцию разместили в посёлке Метлино, в 15 километрах от Озёрска, на бывшей территориально-производственной и жилой базе совхоза №2, ликвидированного к 1958 году из-за радиоактивного загрязнения его земель и повышенной радиационной опасности для населения посёлка.
Большой вклад в организацию работы станции внёс её первый научный руководитель — агрохимик В. М. Клечковский, академик ВАСХНИЛ.
С 1959 по 1970-е годы на базе ОНИС были выполнены уникальные исследования по изучению закономерностей миграции техногенных радионуклидов в различных природных средах, их транспорта по трофическим цепочкам, накопления в растениях и животных, действия ионизирующих излучений на природные и культурные сообщества и экосистемы.
В 1961 году сложилась структура ОНИС, включавшая отдел сельскохозяйственного производства и отдел науки, разделённый на ряд лабораторий. Одной из основных задач станции являлась рекультивация сельскохозяйственных земель, загрязнённых в результате Кыштымской аварии. В 1964 году были созданы «Рекомендации по ведению сельского и лесного хозяйства на территории с повышенной плотностью радиоактивного загрязнения», дополненные и переизданные в 1973 году. К 1982 году по этим рекомендациям в хозяйственное пользование были возвращены около 40 тысяч гектар земель Восточно-Уральского радиоактивного следа.
В годы расцвета ОНИС служил alma mater отечественной радиоэкологии, на ней под общим руководством академика ВАСХНИЛ В. М. Клечковского трудились специалисты Академии наук СССР, ВАСХНИЛ, Госкомгидромета СССР, МГУ им. М. В. Ломоносова, Московской сельскохозяйственной академии им. К. А. Тимирязева и других ведомств и организаций. В эти годы были сформулированы основы радиоэкологии, призванной создать экологическую базу для использования ядерной энергии. 
В 1970-е годы научно-исследовательская станция изучала последствия применения ядерного оружия, как фактические — влияние радиоактивных осадков после ядерных испытаний, так и теоретические — выживаемость сельского хозяйства после ядерного удара и влияния короткоживущих радионуклидов на растения и животных.
С 1980-х годов ОНИС разрабатывала теоретические основы уменьшения влияния на природу и сельское хозяйство предприятий ядерно-топливного цикла, в этот период были обоснованы и закреплены в нормативных документах предельно допустимые концентрации радиоактивных веществ в воздухе, почвах, сточных водах. После 1986 года фокус интереса сместился на чернобыльские земли, куда специалисты ОНИС активно ездили. «Онисовцы» сформировали костяк спецпредприятия «Комплекс» в Припяти, которое занималось изучением радиации. Параллельно была проведена работа по уменьшению негативного влияния на природу деятельности ПО «Маяк», была начата рекультивация бассейна реки Теча, расширена система мониторинга радиационной обстановки в регионе.
В конце 1990-х началась волна реорганизаций: ОНИС расформировали, а сотрудников забрали в центральную заводскую лабораторию ПО «Маяк».
В 2000 году помещение ОНИС купила коммерческая фирма, назвавшаяся «РЕУРС» по созвучию с ВУРСом, которая хотела наладить на месте бывшей лаборатории производство пластиковых труб. Но через четыре года она обанкротилась, и с тех пор здание пустует.
В течение 40 лет работы ОНИС её сотрудниками были защищены 42 кандидатские и 13 докторских диссертаций, получено более 70 авторских свидетельств. Были подготовлены и внедрены руководящие документы по оценке состояния заражённых радиоактивными материалами территорий, по их рекультивации и ведению хозяйства.

## Начальники станции
- 1958—1960: Г. А. Середа — доктор химических наук, начальник Центральной заводской лаборатории ПО «Маяк», совмещал должности;
- 1960—1969: Н. А. Корнеев — кандидат сельскохозяйственных наук (впоследствии академик ВАСХНИЛ, директор Всесоюзного научно-исследовательского института сельскохозяйственной радиологии (ВНИИСХР), г. Обнинск).
- 1969—1987: Е. А. Фёдоров — кандидат биологических наук, агрохимик, ученик академика В.М. Клечковского, лауреат Государственной премии СССР
- 1987—1990: Г. Н. Романов — кандидат технических наук, лауреат Государственной премии СССР, радиоэколог, заслуженный эколог РФ, за активное участие в работах по ликвидации последствий аварии на ЧАЭС был награжден орденом Мужества.